# Project Boobs
Project Boobs (яп. 姦獄～淫辱の実験棟～ Кангоку ~Индзёку но Дзикэнто:~) — японский эротический визуальный роман, разработанный компанией Black Package и выпущенный для персональных компьютеров 10 февраля 2005 года. За первый месяц реализации игра заняла 14-е место в рейтинге текущих продаж аналогичной продукции, но уже в следующем месяце покинула данный список.
25 марта 2006 года мультипликационная студия Milky выпустила на DVD-носителе OVA-адаптацию игры. Главным режиссёром картины выступил Сумито Матида, сценарий был подготовлен Ю Коисикавой, а ответственным за анимацию являлся Вако Мураяма. 25 ноября того же года была выпущена вторая серия OVA. Позже эта экранизация была лицензирована компанией Kitty Media для реализации на территории Северной Америки.

## Сюжет
Првоохранительные органы получили сообщение о том, что некая компания занимается разработкой нелегальных лекарственных препаратов. Для расследования этого дела было принято решение послать на секретную миссию трёх шпионов — Юки Миягаву, Рэйко Каррере Юкино и Кану Мориситу. Однако о готовящейся операции становится известно и представителям компании, которые организовывают засаду и берут всех трёх девушек в плен. Пойманных шпионов решают использовать в качестве подопотных, применяя на них запрещённые препараты и проводя различные медицинские опыты, в том числе трансплантации органов. После экспериментов девушек неоднократно подвергают сексуальному насилию до полного прекращения сопротивления.

## Критика экранизации
OVA получила отрицательную оценку от рецензента интернет-портала Tha Fandom Post Криса Бевериджа, назвавшего экранизацию «скучной до слёз» и «попросту тусклой». По мнению критика, увеличенная грудь героинь выглядела крайне непривлекательно, в частности у одной из шпионок визуально «грудь весила столько же, сколько и все её тело». Беверидж отметил, что в работе присутствуют типичные для подобных работ сцены доения женщины, насильственной дефлорации и унижения через принуждение к сексу замужней женщины. Факт превращения одной из героинь в футанари также получил негативную оценку обозревателя, поскольку этот ход был выполнен через трансплантацию, предполагавшую наличие мужского донора органа. Беверидж также раскритиковал дизайн персонажей и некачественную анимацию, которая, по его мнению, суммарно «заставляла зрителя съёжиться». Наиболее же отвратительным моментом, на взгляд критика, стала пересадка мозга от собаки, которую он сравнил из-за нелепого внешнего вида с результатом опытов шоу «Мозголомы: насилие над наукой», одной из героинь, поскольку предполагается, что тем самым девушка будет иначе воспринимать своих насильников, чем делается намёк на предшествовавший акт зоофилии.
Резюмируя, рецензент отметил, что не ждал от хентайной анимации хоть сколько-то серьёзного сюжета, но в данном случае он просто ничтожен, а содержание сексуальных сцен вызывало у него мысли о необходимости «выколоть собственные глаза» из-за постоянного желания взглянуть сколько же времени осталось до окончания «мучений от просмотра этой работы».